# Zuzana (odrůda jablek)

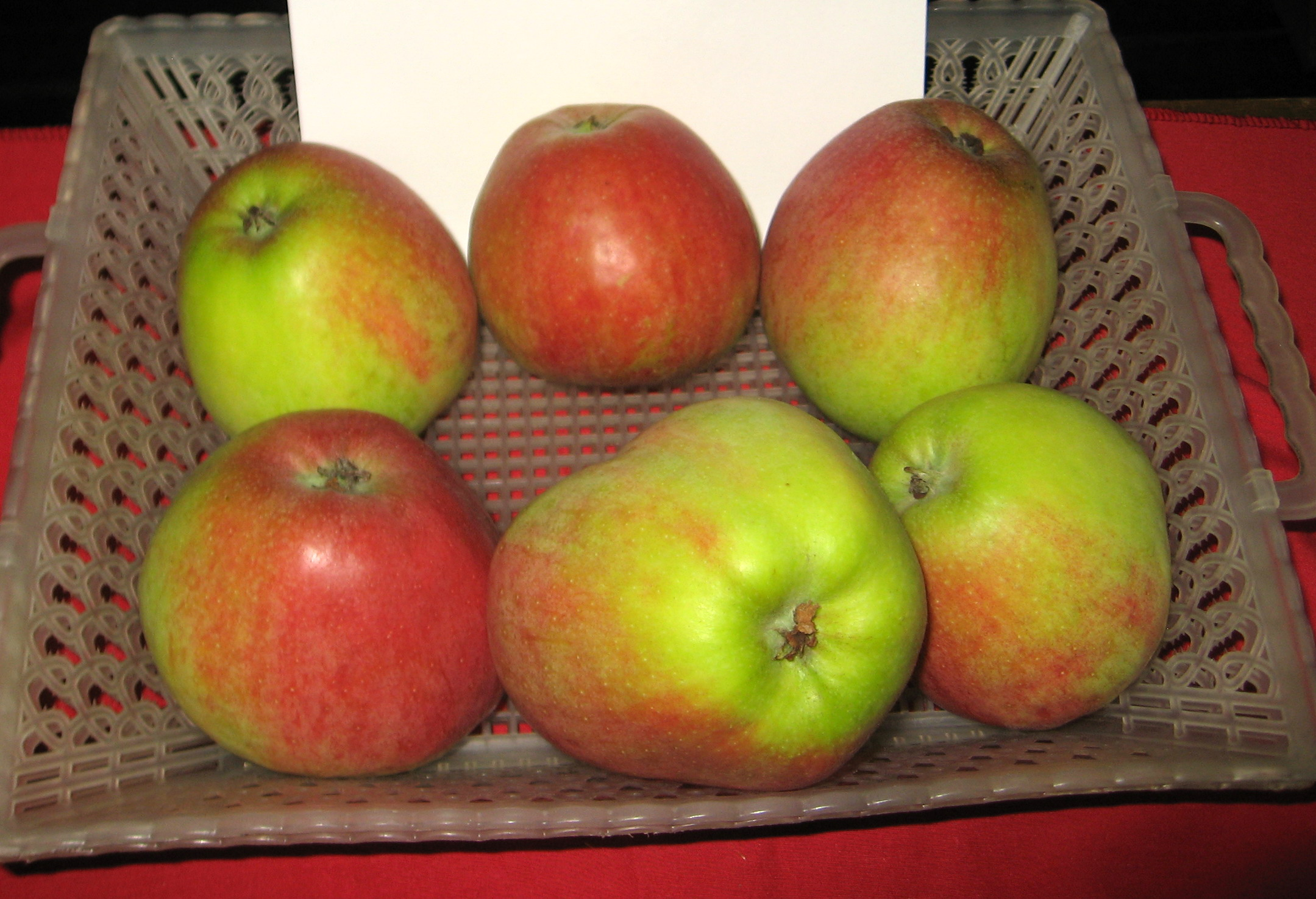
odrůda Zuzana

Zuzana (Malus domestica 'Zuzana') je ovocný strom, kultivar druhu jabloň domácí z čeledi  růžovitých. Bývá také označována HL-III-25-34. Odrůda patří mezi pozdně zimní, určené na skladování. Plody jsou středně velké až velké, vhodné pro konzum i na zpracování.  Je dobře skladovatelnou zimní odrůdou, která prakticky nevyžaduje chemickou ochranu, podobně jako odrůda Zvonkové.

## Historie

### Původ
Byla vypěstována v ČR, v Holovousích, zkřížením odrůd Zvonkové a James Grieve.

## Vlastnosti

### Růst
Růst je podobně jako u odrůdy Zvonkové zpočátku velmi silný, později středně bujný, spíše s ostrými úhly větvení. Vytváří úzké, později rozklesávající se koruny. Řez snáší dobře, ale průklest, nikoliv zkracovací řez - zahušťuje. Dobře tvoří krátký plodonosný obrost. Odrůda není vhodná pro pěstování v přísných tvarech, ovocných  stěnách, neplodí. Nejlépe vyhovují volně rostoucí tvary.

### Plodnost
Plodí středně pozdně, pravidelně, spíše středně, ovšem pravidelně.

## Plod
Plod nepravidelný, kuželovitý, středně velký. Slupka hladká, mastná, zelenavě až sytě žlutá s větší části překrytá oranžovým krátkým žíháním až mramorováním. Dužnina je kyselá, až k jaru více nasládlá.

## Květy
Kvete poloraně. Je vhodným opylovačem.

## Choroby a škůdci
Odrůda není obvykle napadána významnými škůdci a chorobami. Nebývá poškozována padlím a strupovitostí. Vhodná do vyšších poloh, v teplejších oblastech jsou plody poškozeny sluncem.

## Podnož
Podobně jako u odrůdy Zvonkové je vhodná podnož je M 9 a další slabší podnože. Do méně vhodných půd je považována za vhodnou podnož MM 106 nebo A 2.

## Použití
Výborná pro skladování, na jaře může být použita k přímému konzumu. Hodí se pro volné tvary, polokmeny, vysokokmeny. Vhodná pro drobné pěstitele a okrasné výsadby, aleje, nevyžaduje chemickou ochranu. Vhodná do vyšších poloh.